# La Neuveville-sous-Montfort
Pour les articles homonymes, voir Laneuveville.
La Neuveville-sous-Montfort est une commune française située dans le département des Vosges en région Grand Est.

## Géographie

### Localisation
|                    | Domjulien                   |            |
| They-sous-Montfort | La Neuveville-sous-Montfort | Remoncourt |
|                    | Haréville                   |            |

### Sismicité
Commune située dans une zone 2 de sismicité faible.

### Hydrographie et les eaux souterraines
Hydrogéologie et climatologie : Système d’information pour la gestion des eaux souterraines du bassin Rhin-Meuse :
Territoire communal : Occupation du sol (Corinne Land Cover); Cours d'eau (BD Carthage),
Géologie : Carte géologique; Coupes géologiques et techniques,
 Hydrogéologie : Masses d'eau souterraine; BD Lisa; Cartes piézométriques.

#### Réseau hydrographique
La commune est située dans le bassin versant du Rhin et le bassin versant de la Meuse au sein du bassin Rhin-Meusele bassin versant de la Meuse. Elle est drainée par la ruisseau la Saule, le ruisseau l'Eau de la Ville, le ruisseau du Potcuit et le ruisseau le Decoulant,.
Le ruisseau la Saule, d'une longueur totale de 14 km, prend sa source dans la commune  et se jette dans le Madon à Mattaincourt, après avoir traversé six communes.

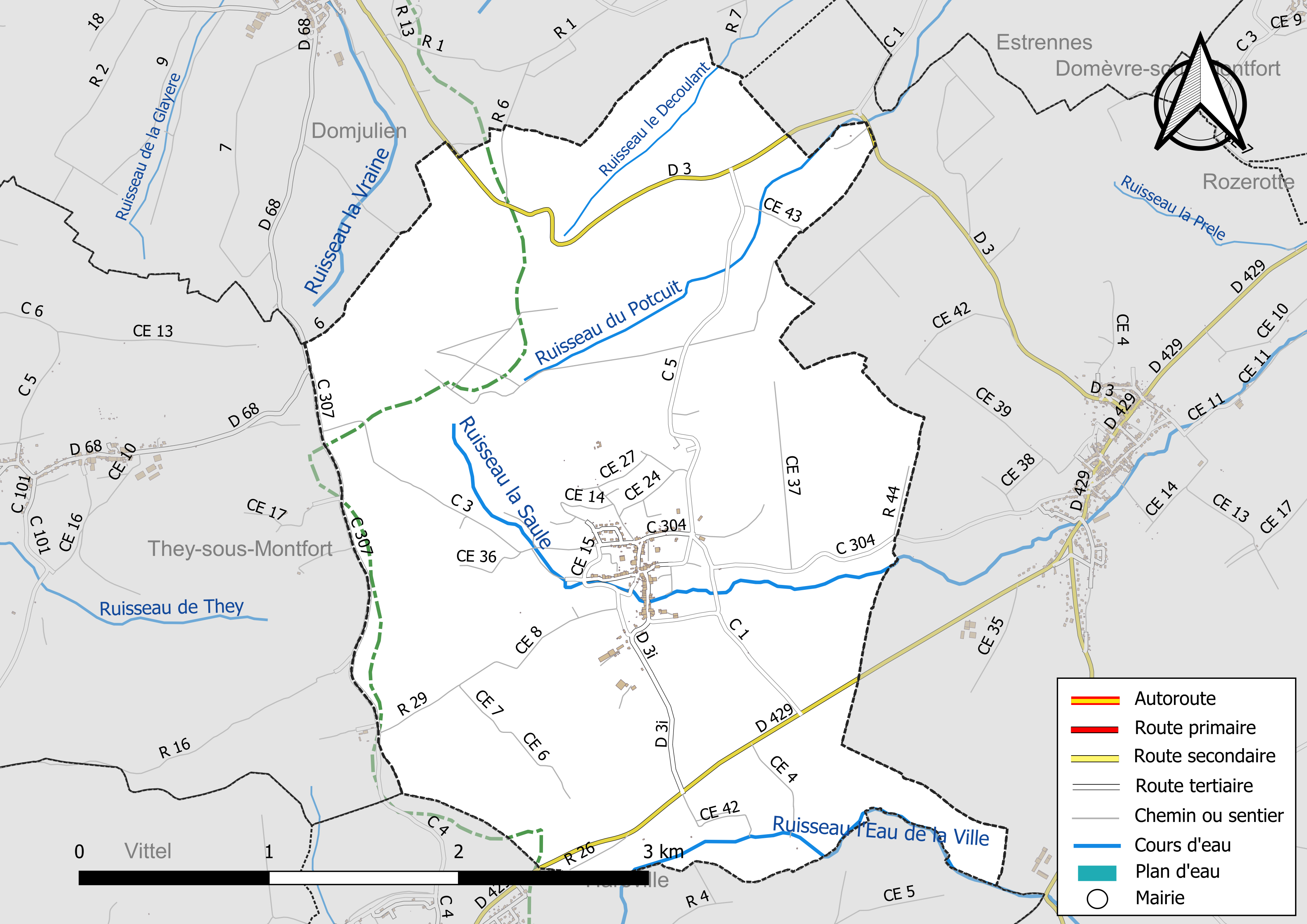
Réseaux hydrographique et routier de la Neuveville-sous-Montfort.

Le ruisseau l'Eau de la Ville, d'une longueur totale de 12,1 km, prend sa source dans la commune de Haréville et se jette dans le Madon à Bainville-aux-Saules, après avoir traversé cinq communes.

#### Gestion et qualité des eaux
Le territoire communal est couvert par le schéma d'aménagement et de gestion des eaux (SAGE) « Nappe des Grès du Trias Inférieur ». Ce document de planification, dont le territoire comprend le périmètre de la zone de répartition des eaux de la nappe des Grès du trias inférieur (GTI), d'une superficie de 1 497 km2,  est en cours d'élaboration. L’objectif poursuivi est de stabiliser les niveaux piézométriques de la nappe des GTI et atteindre l'équilibre entre les prélèvements et la capacité de recharge de la nappe. Il doit être cohérent avec les objectifs de qualité définis dans les SDAGE Rhin-Meuse et Rhône-Méditerranée. La structure porteuse de l'élaboration et de la mise en œuvre est le conseil départemental des Vosges.
La qualité des eaux de baignade et des cours d’eau peut être consultée sur un site dédié géré par les agences de l’eau et l’Agence française pour la biodiversité. 

### Climat
Pour des articles plus généraux, voir Climat du Grand Est et Climat des Vosges.
En 2010, le climat de la commune est de type climat des marges montargnardes, selon une étude du Centre national de la recherche scientifique s'appuyant sur une série de données couvrant la période 1971-2000. En 2020, Météo-France publie une typologie des climats de la France métropolitaine dans laquelle la commune est dans une zone de transition entre le climat océanique altéré et le climat océanique altéré et est dans la région climatique  Lorraine, plateau de Langres, Morvan, caractérisée par un hiver rude (1,5 °C), des vents modérés et des brouillards fréquents en automne et hiver. 
Pour la période 1971-2000, la température annuelle moyenne est de 9,5 °C, avec une amplitude thermique annuelle de 16,9 °C. Le cumul annuel moyen de précipitations est de 1 008 mm, avec 12,9 jours de précipitations en janvier et 9,5 jours en juillet. Pour la période 1991-2020, la température moyenne annuelle observée sur la station météorologique de Météo-France la plus proche, « Lignéville », sur la commune de Lignéville à 8 km à vol d'oiseau, est de 10,3 °C et le cumul annuel moyen de précipitations est de 856,3 mm. 
La température maximale relevée sur cette station est de 38,7 °C, atteinte le 25 juillet 2019 ; la température minimale est de −17,5 °C, atteinte le 20 décembre 2009,,. 
Les paramètres climatiques de la commune ont été estimés pour le milieu du siècle (2041-2070) selon différents scénarios d'émission de gaz à effet de serre à partir des nouvelles projections climatiques de référence DRIAS-2020. Ils sont consultables sur un site dédié publié par Météo-France en novembre 2022.

## Urbanisme

### Typologie
Au 1er janvier 2024, La Neuveville-sous-Montfort est catégorisée commune rurale à habitat dispersé, selon la nouvelle grille communale de densité à sept niveaux définie par l'Insee en 2022.
Elle est située hors unité urbaine. Par ailleurs la commune fait partie de l'aire d'attraction de Vittel - Contrexéville, dont elle est une commune de la couronne,. Cette aire, qui regroupe 72 communes, est catégorisée dans les aires de moins de 50 000 habitants,.

### Occupation des sols
L'occupation des sols de la commune, telle qu'elle ressort de la base de données européenne d’occupation biophysique des sols Corine Land Cover (CLC), est marquée par l'importance des territoires agricoles (56,1 % en 2018), en diminution par rapport à 1990 (59,5 %). La répartition détaillée en 2018 est la suivante : 
forêts (40,5 %), prairies (34,1 %), terres arables (11,5 %), zones agricoles hétérogènes (10,6 %), zones urbanisées (3,4 %). L'évolution de l’occupation des sols de la commune et de ses infrastructures peut être observée sur les différentes représentations cartographiques du territoire : la carte de Cassini (XVIIIe siècle), la carte d'état-major (1820-1866) et les cartes ou photos aériennes de l'IGN pour la période actuelle (1950 à aujourd'hui).

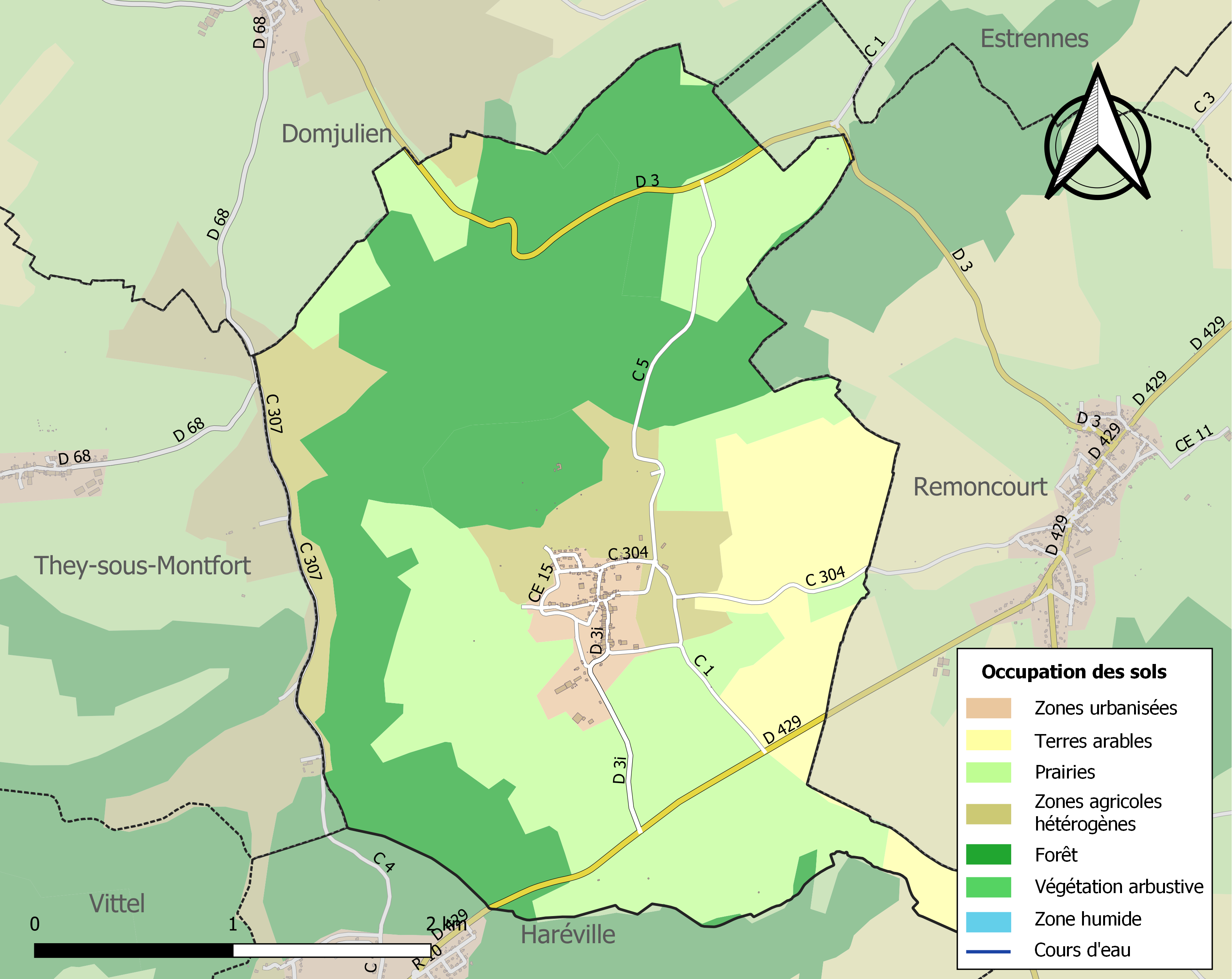
Carte des infrastructures et de l'occupation des sols de la commune en 2018 (CLC).

### Voies de communications et transports

#### Voies routières
- Autoroute A31 : Échangeurs Bulgnéville, Châtenois.

#### Transports en commun

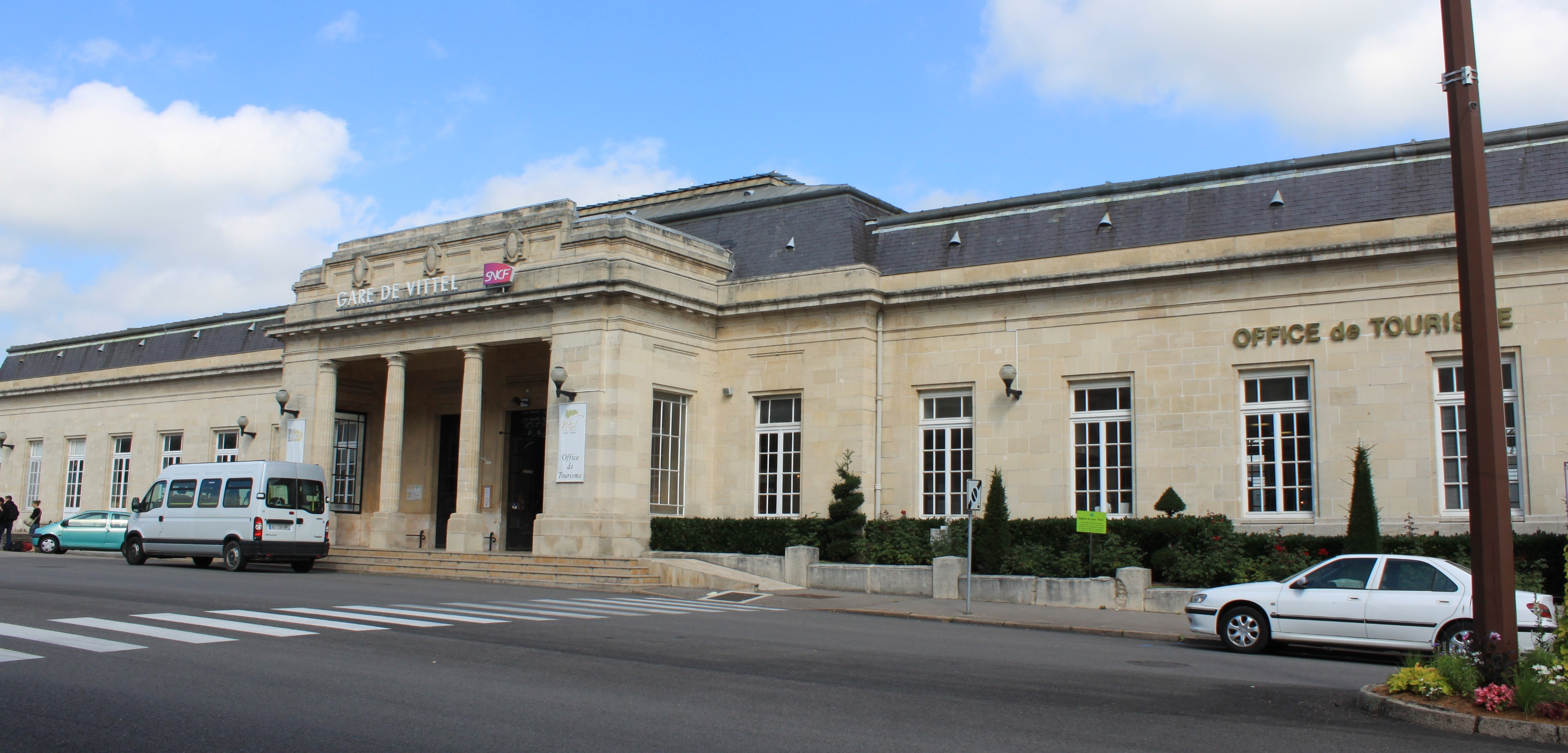
Gare de Vittel.

- Fluo Grand Est.

#### Lignes SNCF
- Gare de Contrexéville
- Gare de Vittel
- Gare de Neufchâteau
- Gare de Merrey

## Toponymie
Le nom de la localité est attesté sous les formes La Neufville soubz Montfort (1564) ; La Neuville sous Montfort (1656) ; La Neuveville-sous-Montfort (1751).

Le toponyme signifie « nouveau village » : il est caractéristique de l'implantation d'un « nouveau domaine » au Moyen Âge.

Toponymes. Les noms de communes se terminant par le suffixe -ville ou -court.
La seconde partie du nom fait référence au château fortifié qui s'élevait sur la « crête, colline ou butte du Mont fort (Montfort) » qui culmine à 461 métres.
Il s’agit d’une situation particulière où cinq communes ont reçu le nom d'une colline assez élevée, localement appelée le « mont fort » : Girovillers-sous-Montfort, Domèvre-sous-Montfort, They-sous-Montfort, Parey-sous-Montfort, et La Neuveville-sous-Montfort.

## Histoire
La carte archéologique signale que la commune est traversée par la voie romaine Langres-Strasbourg, localisée au Bois de la Charme, et une autre voie romaine qui passait au lieu-dit La Grande Voie, allant vers la Forêt de la Malhaye. 
La première mention du Montfort remonte à 1229, appartenant à Henry comte de Bar, dépendant du Comté de Champagne.
Le village aurait été construit en même temps que la commune de Haréville à la suite de la destruction de la petite ville de Sugène.

### Hypothèse sur l'origine de Sugène
Que l’on appelle sugène mais aussi ségène. Le toponyme est d’origine celtique : segudunum, qui se traduit par « montagne forte ». Ce qui correspond au site en élévation de « la colline du Montfort ». On retrouve l’étymologie seg, dans Ségovie en Espagne, mais aussi avec une variation dans Sion (près de Vaudémont) et en Suisse qui sont effectivement des oppida (un oppidum) gaulois. La version seg, est aussi à la base de noms de lieux pour désigner le seigle….

La construction du château féodal a totalement rasé les vestiges d’une occupation gauloise et peut être gallo romaine . On n’a jamais pu localiser ni une place forte, ni une agglomération. Par contre on a découvert plusieurs établissements gallo romains (villas) dans le secteur.
La Neufville soubz Montfort en 1564, c’est effectivement une nouvelle ville reconstruite, soit autre part par rapport à une ville précédente disparue, soit sur place .Ce n’est pas toujours facile d’être affirmatif dans ce domaine, il y a tellement de versions, selon les étymologistes consultés, mais la version montagne forte, devenue Montfort semble la plus vraisemblable.

### L'extinction de la place de Montfort
L'extinction de la place de Montfort semble s’être déroulée en 2 étapes : déplacement du village de Montfort (situé dans l'enceinte du château) vers l'actuelle Neuveville (toponyme révélateur), puis disparition de la forteresse proprement dite

## Politique et administration
| Période                                  | Période   | Identité            | Étiquette | Qualité |
| ---------------------------------------- | --------- | ------------------- | --------- | ------- |
| Les données manquantes sont à compléter. |           |                     |           |         |
| avant mars 2001                          | mars 2014 | Jean-Pierre Droguet | DVD       |         |
| mars 2014                                | En cours  | Nicolas Vadrot      |           |         |

## Héraldique, logotype et devise
| Blason | Blasonnement : De gueules à une tour d'argent, maçonnée et ajourée de sable sur une montagne à trois coupeaux aussi d'argent, senestrée en chef d'une grappe de raisin du même. Commentaires : C'est la représentation du château qui se trouvait au sommet de la colline du Montfort. Il est accompagné d'une grappe de raisin pour indiquer l'activité viticole du lieu. |

### Budget et fiscalité 2022

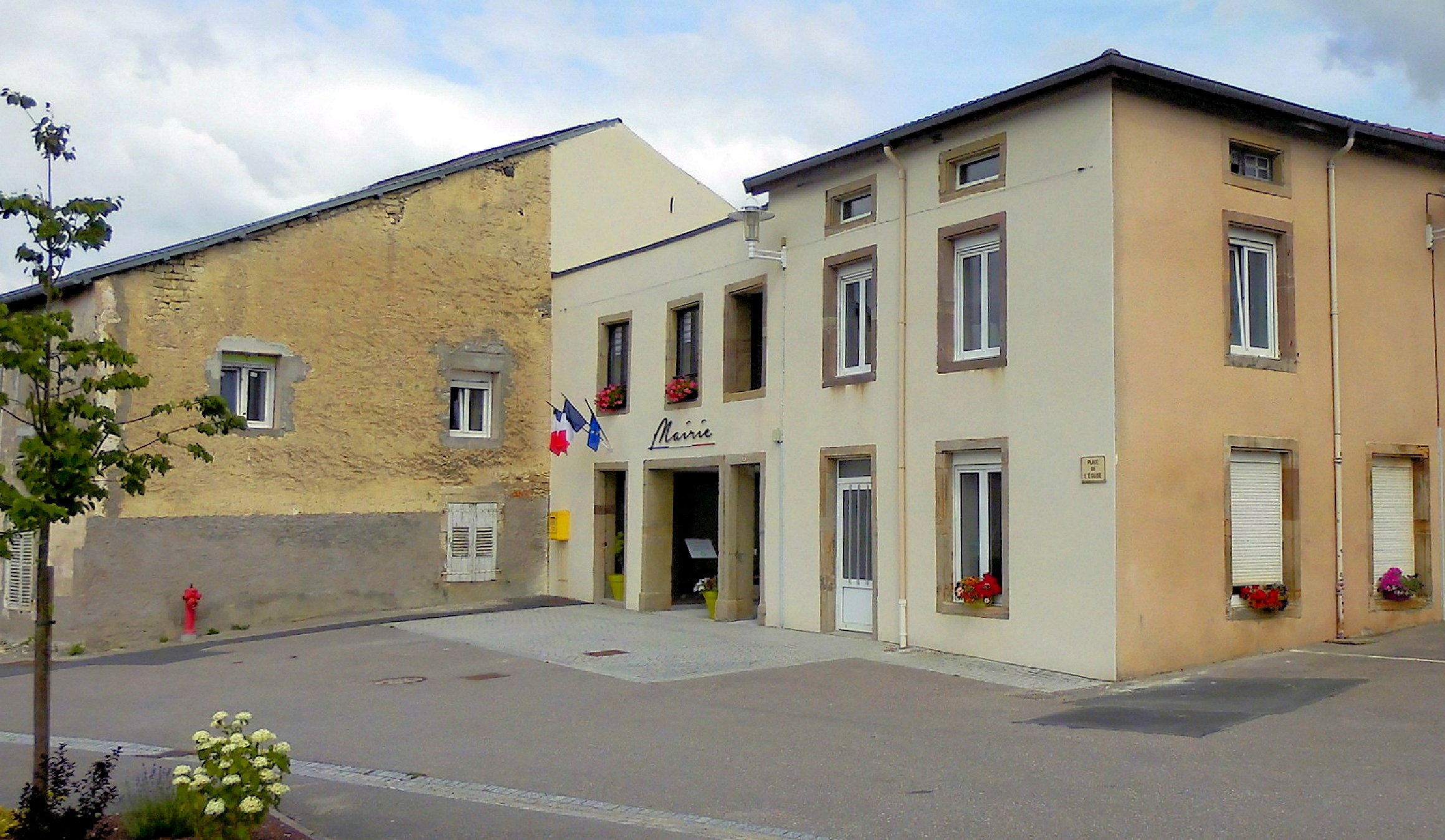
La mairie.

En 2022, le budget de la commune était constitué ainsi :
- total des produits de fonctionnement : 183 000 €, soit 963 € par habitant ;
- total des charges de fonctionnement : 87 000 €, soit 458 € par habitant ;
- total des ressources d'investissement : 12 000 €, soit 63 € par habitant ;
- total des emplois d'investissement : 55 000 €, soit 288 € par habitant ;
- endettement : 1 000 €, soit 6 € par habitant.

Avec les taux de fiscalité suivants :
- taxe d'habitation : 29,83 % ;
- taxe foncière sur les propriétés bâties : 48,65 % ;
- taxe foncière sur les propriétés non bâties : 23,07 % ;
- taxe additionnelle à la taxe foncière sur les propriétés non bâties : 38,75 % ;
- cotisation foncière des entreprises : 17,99 %.

Chiffres clés Revenus et pauvreté des ménages en 2021 : médiane en 2021 du revenu disponible, par unité de consommation : 22 030 €.

## Économie

### Entreprises et commerces

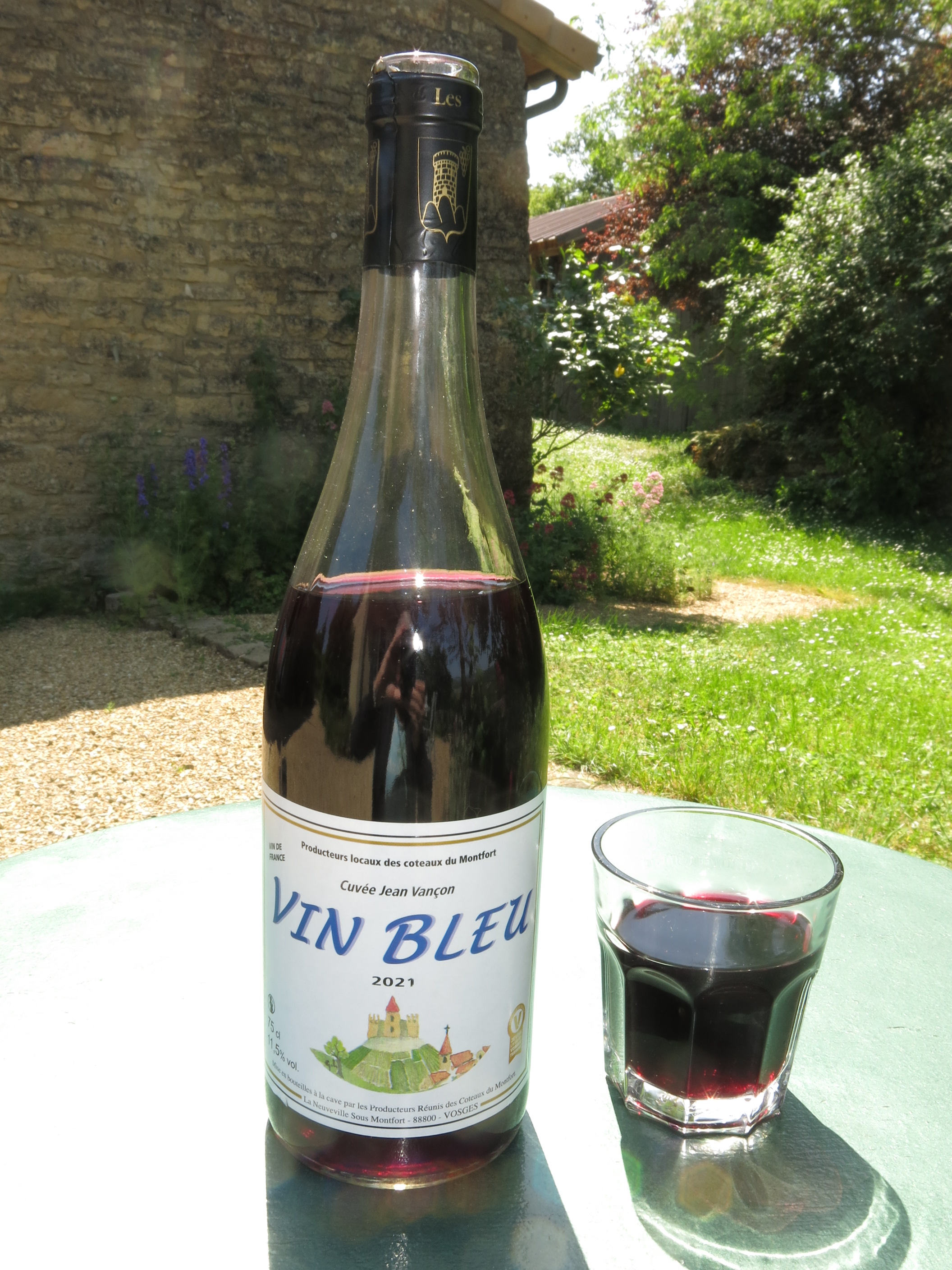
Bouteille et verre de vin bleu des Vosges.

#### Agriculture
La présence de vignes et d’une ville auprès du château de Montfort est attestée entre 1246 et 1465.
- Viticulture : le vin bleu.

La commune est connue pour être l'épicentre de la production de vin bleu, la spécificité viticole locale.
Ce vin, d'une couleur rouge très foncée tirant sur le bleu, est parfois appelé vin bleu des Vosges pour le différencier des « vins bleus » apparus à la fin des années 2010 en Espagne, en Corse et à Sète notamment, qui sont d'une couleur bleue turquoise, et qui se sont révélés ne pas être du vin parce qu'ils contiennent en réalité des colorants.
- Culture de la vigne.
- Élevage de vaches laitières.
- Élevage d'autres bovins et de buffles.
- Élevage d'autres animaux.

#### Tourisme
- Hébergements et restauration à Rouvres-en-Xaintoix, Contrexéville, Dombzsle-devant-Darney, Mirecourt, Claudon, Rugney.

#### Commerces
- Commerces et services de proximité.

## Population et société

### Démographie

#### Évolution démographique
L'évolution du nombre d'habitants est connue à travers les recensements de la population effectués dans la commune depuis 1793. Pour les communes de moins de 10 000 habitants, une enquête de recensement portant sur toute la population est réalisée tous les cinq ans, les populations de référence des années intermédiaires étant quant à elles estimées par interpolation ou extrapolation. Pour la commune, le premier recensement exhaustif entrant dans le cadre du nouveau dispositif a été réalisé en 2007.

En 2022, la commune comptait 182 habitants, en évolution de +2,25 % par rapport à 2016 (Vosges : −2,96 %, France hors Mayotte : +2,11 %).
| 1793 | 1800 | 1806 | 1821 | 1831 | 1836 | 1841 | 1846 | 1856 |
| ---- | ---- | ---- | ---- | ---- | ---- | ---- | ---- | ---- |
| 322  | 347  | 431  | 387  | 405  | 426  | 431  | 446  | 389  |

| 1861 | 1866 | 1876 | 1881 | 1886 | 1891 | 1896 | 1901 | 1906 |
| ---- | ---- | ---- | ---- | ---- | ---- | ---- | ---- | ---- |
| 393  | 390  | 384  | 365  | 344  | 328  | 311  | 286  | 281  |

| 1911 | 1921 | 1926 | 1931 | 1936 | 1946 | 1954 | 1962 | 1968 |
| ---- | ---- | ---- | ---- | ---- | ---- | ---- | ---- | ---- |
| 254  | 240  | 228  | 207  | 199  | 168  | 171  | 179  | 149  |

| 1975 | 1982 | 1990 | 1999 | 2006 | 2007 | 2012 | 2017 | 2022 |
| ---- | ---- | ---- | ---- | ---- | ---- | ---- | ---- | ---- |
| 156  | 156  | 151  | 127  | 166  | 172  | 174  | 180  | 182  |

### Enseignement
Établissements d'enseignements :
- Écoles maternelles et primaires à Remoncourt, Haréville, Vittel, Rouvres-en-Xaintois, Valfroicourt.
- Collèges à Vittel, Mandres-sur-Vair, Contrexéville, Mirecourt, Dompaire.
- Lycées à Mandres-sur-Vair, Contrexéville, Mirecourt, Harol.

### Santé
Professionnels et établissements de santé :
- Médecins à Vittel, contrexéville.
- Pharmacies à Remoncourt, Vittel, Mattaincourt, Contrexéville, Gironcourt-sur-Vraine, Mirecourt[37].
- Hôpitaux à Vittel, Mattaincourt[38].

### Cultes
- Culte catholique, Paroisse Saint-Basle-de-la-Plaine[39], Diocèse de Saint-Dié.

## Lieux et monuments

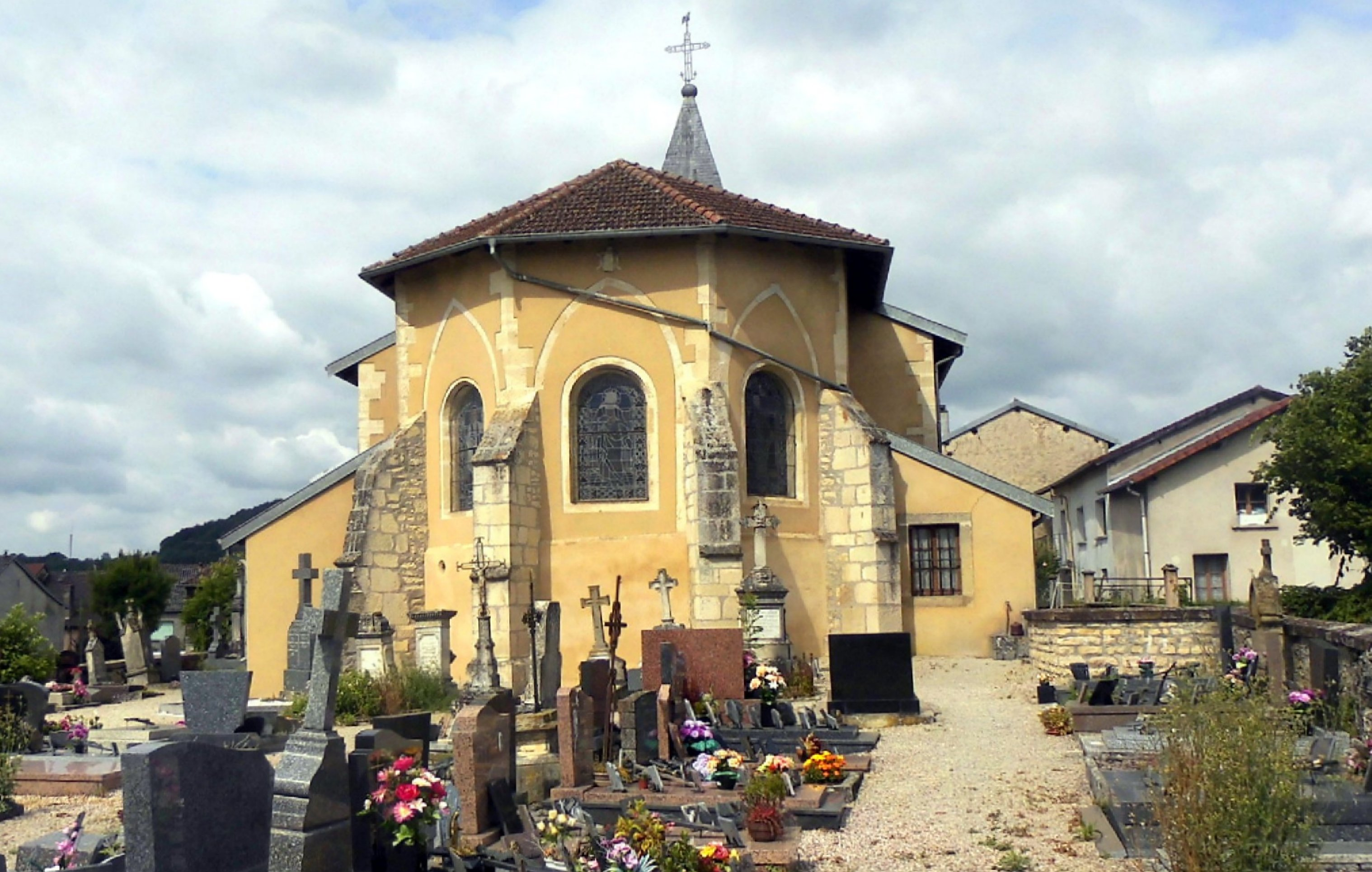
L'église Saint-Romaric, côté est.
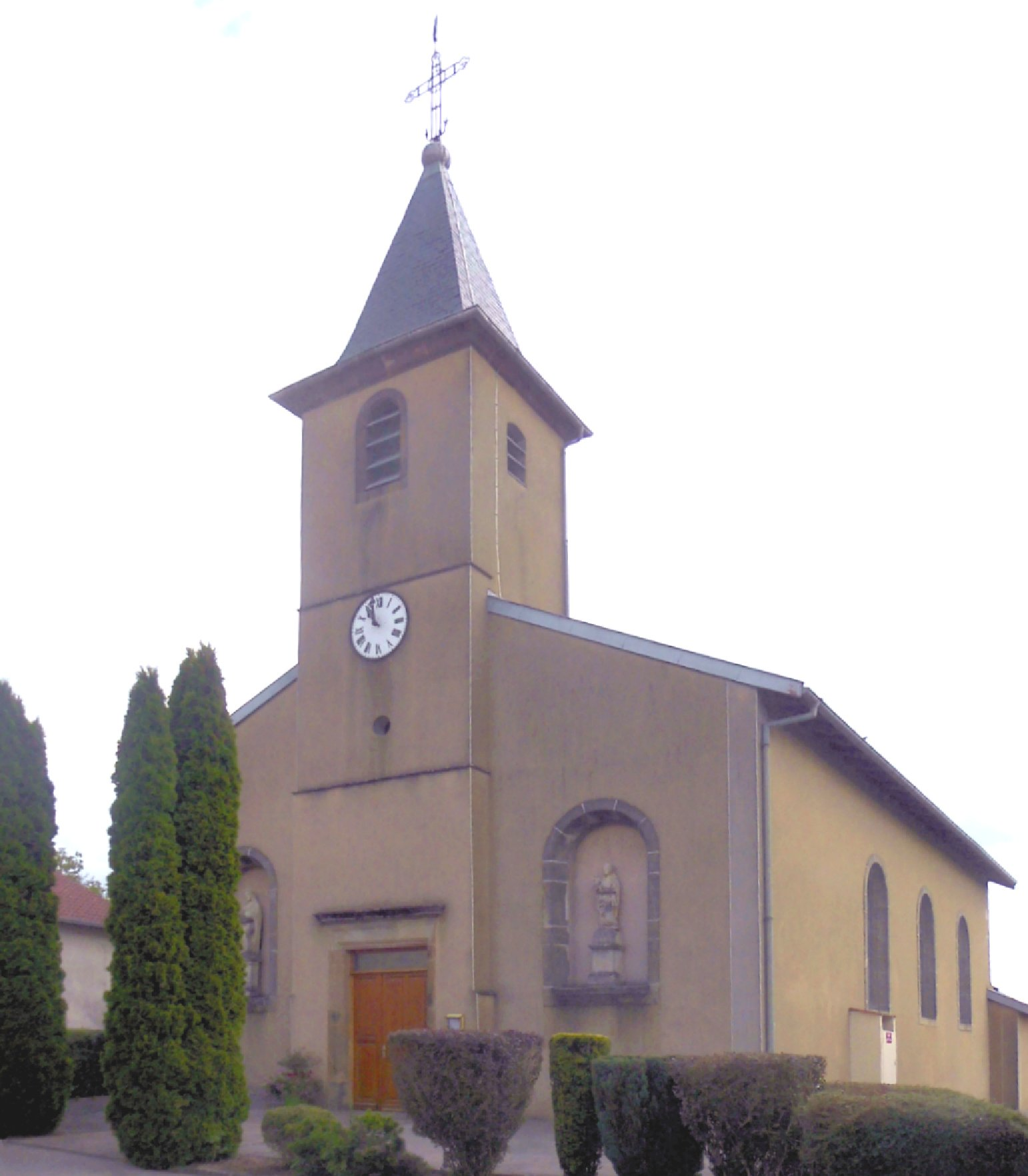
L'église, côté ouest.

- L'église Saint-Romaric, avec sa tour et une nef du XVIIIe siècle et le chœur date du XVIe siècle.

Vitrail.
Statuette en albâtre du XVIIIe siècle représentant St Romaric.
Ecce homo.
Vierge à l'Enfant XVIe siècle.
Fonts baptismaux en bois représentant St Jean baptisant le Christ,.
- Patrimoine architectural rural recensé par le service de l'Inventaire général du patrimoine culturel[46],[47],[48].
- Le Lavoir de la Grande Fontaine[49].
- La Fontaine de la Ducheresse.
- La Sculpture Saint-Hubert de l'époque Renaissance XVIe siècle[50],[51].

## Pour approfondir